# Alberni Valley Regional Airport
Alberni Valley Regional Airport (engelska: Port Alberni Airport) är en flygplats i Kanada.   Den ligger i provinsen British Columbia, i den sydvästra delen av landet, 3 700 km väster om huvudstaden Ottawa. Alberni Valley Regional Airport ligger 75 meter över havet.
Terrängen runt Alberni Valley Regional Airport är varierad. Närmaste större samhälle är Port Alberni, 12,6 km sydost om Alberni Valley Regional Airport.
I omgivningarna runt Alberni Valley Regional Airport växer i huvudsak blandskog. Runt Alberni Valley Regional Airport är det mycket glesbefolkat, med 3 invånare per kvadratkilometer.